# Sydney Schanberg
Sydney Schanberg (17. ledna 1934 Clinton, Massachusetts – 9. července 2016 Poughkeepsie) byl americký novinář, který jako zpravodaj novin New York Times získal Pulitzerovu cenu za popis krvavých událostí v Kambodži v roce 1975, kdy se dostal k moci režim Rudých Khmerů a zahájil genocidu vlastního národa.
Příběh svého kambodžského spolupracovníka Ditha Prana popsal Schanberg v knize Smrt a život Ditha Prana. V roce 1984 vznikl na základě ní film Rolanda Joffého Vražedná pole, který byl oceněn třemi Oscary. 